# ماريو إسبارتيرو
ماريو إسبارتيرو (بالفرنسية: Mario Espartero)‏ هو لاعب كرة قدم فرنسي في مركز الوسط، ولد في 17 يناير 1978 في فريجوس في فرنسا. لعب مع بولتون واندررز ونادي بروكسل ونادي لوفيرواز ونادي لوهان كويسو ونادي ميتز.

## وصلات خارجية
- ماريو إسبارتيرو على موقع رابطة كرة القدم الفرنسية للمحترفين (الإنجليزية)
- ماريو إسبارتيرو على موقع قاعدة بيانات كرة القدم.إي يو (الإنجليزية)
- ماريو إسبارتيرو على موقع ليكيب (الفرنسية)
- ماريو إسبارتيرو على موقع عالم كرة القدم.نت (الإنجليزية)